# Xanthorhoe lagganata
Xanthorhoe lagganata là một loài bướm đêm trong họ Geometridae.